# Big Fat Lie
Big Fat Lie —en español: Una gran gorda mentira— es el segundo álbum de estudio de Nicole Scherzinger, exvocalista de las Pussycat Dolls, lanzado oficialmente el 17 de octubre de 2014 bajo el sello discográfico RCA Records. Scherzinger comenzó a trabajar en el disco en el verano de 2013 con Terius "The-Dream" Nash y Christopher "Tricky" Stewart, que actúan como productores ejecutivos del álbum. En el disco se mezclan los géneros R&B, pop y Urban-pop, devolviendo a Scherzinger a sus comienzos como artista solista. Además apareció como artista invitado el rapero estadounidense T.I.. También merece mención que Scheriznger reveló que sus influencias para este nuevo trabajo fueron el sexto álbum de estudio de la artista estadounidense Janet Jackson y la banda Sade.
El primer sencillo oficial, después del sencillo sin álbum de 2012 «Boomerang», fue el tema "dance-pop" «Your Love», el cual supuso su primer lanzamiento desde que firmó un acuerdo con Sony Music Entertainment. Seguidamente se publicó en Estados Unidos, el sencillo «Run», para después en Inglaterra continuar con la promoción con «On The Rocks». Ambas baladas se encuentran a la venta de forma internacional, pero están dirigidas a un solo mercado para su promoción, el americano por una parte y el británico por otra parte.

## Antecedentes

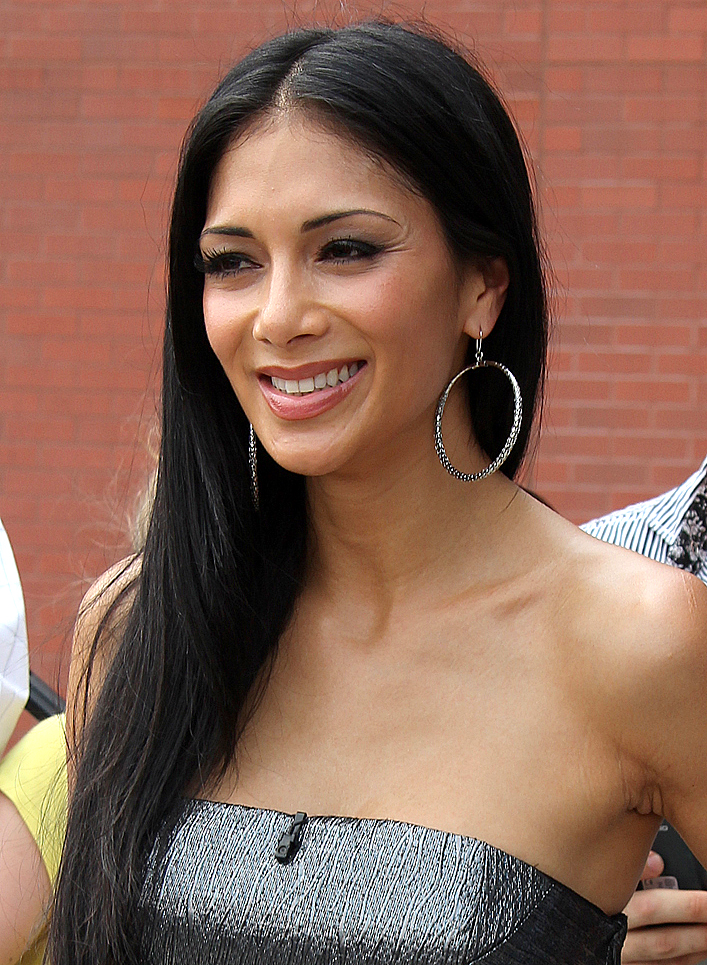
Scherzinger dejó Interscope Records y firmó un contrato, por varios discos, con la discográfica de Sony Music Entertainment, RCA Records. Ella también dejó su papel como jurado en la versión británica de The X Factor para centrarse en el nuevo álbum.

Una vez acabada la temporada de la versión británica de The X Factor en 2012, Scherzinger comenzó a centrarse en la creación del antecesor de Killer Love (2011). En marzo de 2013 publicó el que, en aquel momento, era el primer sencillo oficial de su segundo álbum de estudio, «Boomerang», llegando a la posición número seis de las listas inglesas. En aquel momento, Scherzinger dijo que will.i.am sería el productor ejecutivo del álbum, además de a ver trabajado con los escritores y productores Afrojack, Dallas Austin, Toby Gad y Sandy Vee. La idea inicial era lanzar ese disco en noviembre de 2013, pero cuando Scherzinger firmó para volver al programa Factor X en su décima edición, paralizando así el proceso de promoción del álbum y su propia finalización, siendo retrasado.
Finalmente, «Boomerang» no pasó a formar parte del nuevo proyecto, a lo que Scherzinger declaró: "Sólo va a seguir siendo una sola canción independiente. De hecho hice un álbum completo que pertenece a "Boomerang". Tenía su propia familia. Lamentablemente no sé si alguna vez se escucharán esas canciones". Además también reveló que ella había grabado cinco álbumes entre el lanzamiento de su disco debut y su segundo disco, que fueron todos retrasados o no aceptados.
En enero de 2014, se anunció que Scherzinger firmó un contrato discográfico con Sony Records, concretamente con el sello RCA Records, dejando su sello inicial, desde las Pussycat Dolls, Interscope Records. Para el segundo álbum, Scherzinger colaboró con The-Dream y Tricky Stewart, que fue productor ejecutivo del disco, mientras su primer sencillo oficial, «Your Love», fue lanzado en el verano de 2014. Además en febrero, Scherzinger dejó oficialemte El Factor X porque quería trabajar en el nuevo álbum. Las sesiones de grabación con The Dream y Tricky Stewart comenzaron en el verano de 2013 en Los Ángeles. Según Scherzinger, "la música comenzó a venir de forma natural, sin ninguna influencia externa, sin ningún tipo de etiquetas, sólo para nosotros, simplemente por el amor de la música."
El 16 de septiembre de 2014, Scherzinger reveló la lista de canciones de Big Fat Lie través de Instagram mediante una "sopa de letras" a resolver para los fanes de la hawaiana. Más tarde se dio a conocer la portada del álbum junto con el título de las versiones estándar y deluxe del álbum; la imagen en blanco y negro muestra a un primer plano la imagen de Scherzinger con su cabello al viento. Mike Wass de Idolator señaló que la imagen "grita a Janet Jackson." Ese mismo día se puso a disposición en "reserva" a través de iTunes Store y se confirmó que sería puesto en libertad el 17 de octubre de 2014.

## Recepción
Theo Watt de MTV UK describió Big Fat Lie como «un buen disco que agradará a los fans de Scherzinger» y aplaudió la cantante para poner «su vida y sus inseguridades en un álbum». En una revisión más mixta, Lewis Coner de Digital Spy escribió que en ninguna de las canciones puede mostrar su «rango vocal y dejarlo volar, tener una coreografía fuerte y glorioso comportamiento.» Terminó la opinión diciendo que el álbum «intenta alcanzar un punto alto, pero no lo consigue». Stephen Thomas Erlewine de Allmusic encontró que la producción del álbum «no es particularmente distintiva» y criticó a Tricky Stewart y The-Dream por no traer «un gran proyecto». Terminó la escritura criticando que, «no hay nada vergonzoso en su trabajo aquí, pero no hay nada memorable, y que se adapte a un cantante que tiene todavía una pose memorable en una década de intentos».

## Promoción
Para la promoción del álbum, Scherzinger realizó varias entrevistas a medios de comunicación en TV, radio, prensa escrita, protagonizó portadas de distintas revistas y además, realizó distintas presentaciones en vivo de sus respectivos sencillos. Entre las presentaciones más destacadas se encuentran la primera presentación en directo de «Your Love» en el programa "Alan Carr: Chatty Man" el 3 de junio, ó la participación de Scheriznger en el festival de MTV Isle of Malta. Además, mencionamos las primeras presnetaciones de «Run» en Estados Unidos, en el programa "Acces Hollywood", y de «On The Rocks» en el London Palladium, donde además se estrenará en diciembre de 2014, hasta febrero de 2015, una nueva representación del musical "Cats", donde Scherzinger interpreta a Grizabella. Una presentación en vivo destacable fue la realizada en The X Factor en su edición británica el 16 de noviembre, donde recibió alabanzas del público por su gran calidad vocal, dando lugar que «Run» en cuestión de minutos, pasara de no aparecer en el Top 100 de ITunes en Inglaterra a situarse en el Top 20 de la lista digital. Cabe destacar que, aunque la actuación fuese muy sencilla con una iluminación limitada, la versión original tenía láseres como efecto lumínico como indicó Scherzinger en su cuenta de Instagram, pero por problemas técnicos, no pudieron ser utilizados.
El 14 de octubre de 2014 Scherzinger ofreció un concierto privado en el Hotel Cafe Royal de Londres, donde además de viejos éxitos como "Don't Hold Your Breath" o "Your Love", Scherzinger interpretó por primera vez las canciones de su nuevo álbum, fueron además de los dos singles restantes, "Electric Blue" y "Big Fat Lie". En el día de su lanzamiento, se llevó a cabo una firma de discos en una tienda HMV en Oxford Street. Otro evento en el que se presentó Shcerzinger fueron los Premios MOBO de Inglaterra el 22 de octubre en el Wembley Arena de Londres, donde interpretó "On The Rocks".
Además, Scherzinger se presentó en el festival Free Radio Live 2014 de Birmingham el 29 de noviembre en el estadio LG Arena. Otro festival en el que se presentó Scherzinger fue el KEY 103 Christmas Live, en el Phones 4u Arena de Mánchester el 4 de diciembre. Otro festival en el que se presentó fue el Adrenaline Festival de Azerbaiyán, en el Baku Crystal Hall de la capital, donde interpretó viejos éxitos como «Don't Cha» o «Don't Hold Your Breath» y su single «Your Love». Otro festival en el que se presentó fue el Energy Stars For Free, organizado por la radio NRJ y celebrado en el Hallenstadion de Zúrich, donde Scherzinger interpretó «Your Love», «Run» y «Don't Hold Your Breath». Scherzinger volvió a presentarse en el festival de Newcastle Metro's Radio Christmas Live.
El 15 de diciembre de 2014, a través del canal VEVO de Scherzinger, se publicó un vídeo musical de la canción «Bang». Durante el cortometraje la cantante juega con las sombras, las siluetas, las simetrías y demuestra sus dotes bailando hip-hop en compañía, en un vídeo dirigido por Anders Rostad. Finalmente se dio a conocer que la canción fue escogida para ser el segundo sencillo del álbum en Estados Unidos, poniéndose a la venta poco después allí. En febrero de 2015 Scherzinger ofreció un concierto en el club Chaos en Manila, Filipinas.

## Listado de canciones
| Big Fat Lie — Standard edition |                                  |                                                        |                                    |          |  |
| N.º                            | Título                           | Escritor(es)                                           | Productor(s)                       | Duración |  |
| 1.                             | «Your Love»                      | Terius "The-Dream" Nash y Christopher "Tricky" Stewart | Nash, Stewart y Bart Schoudel      | 4:06     |  |
| 2.                             | «Electric Blue» (featuring T.I.) | Nash, Stewart y Clifford Harris, Jr.                   | Stewart, Nash ySchoudel            | 3:41     |  |
| 3.                             | «On The Rocks»                   | Nash, Stewart y Carlos McKinney                        | McKinney                           | 3:46     |  |
| 4.                             | «Heartbreaker»                   | Nash y Stewart                                         | Nash, Stewart y Chris "TEK" O'Ryan | 4:59     |  |
| 5.                             | «God of War»                     | Nash y Stewart                                         | Chris "TEK" O'Ryan                 | 3:57     |  |
| 6.                             | «Girl with a Diamond Heart»      | Nash y Stewart                                         | Nash, Stewart y Chris "TEK" O'Ryan | 3:38     |  |
| 7.                             | «Just a Girl»                    | Nash y Stewart                                         | Stewart, Nash y Schoudel           | 3:26     |  |
| 8.                             | «First Time»                     | Nash y Stewart                                         | Stewart y Nash                     | 3:19     |  |
| 9.                             | «Bang»                           | Nash y Stewart                                         | Stewart, Nash y Schoudel           | 4:27     |  |
| 10.                            | «Big Fat Lie»                    | Scherzinger, Nash y Stewart                            | Stewart, Nash y Schoudel           | 3:49     |  |
| 11.                            | «Run»                            | Justin Tranter, Felix Snow y Julia Michaels            | Snow, Chris "TEK" O'Ryan           | 3:30     |  |

| Big Fat Lie — Deluxe edition |              |                   |              |          |  |
| N.º                          | Título       | Escritor(es)      | Productor(s) | Duración |  |
| 12.                          | «Little Boy» | Nash y Stewart    |              | 3:50     |  |
| 13.                          | «Unison»     | Nash y Stewart    |              | 3:48     |  |
| 14.                          | «Cold World» | Tranter y Stewart |              | 3:26     |  |

| Big Fat Lie — iTunes Store deluxe edition |                            |                |          |  |
| N.º                                       | Título                     | Director(s)    | Duración |  |
| 15.                                       | «Your Love» (Videoclip)    | Dawn Shadforth | 4:04     |  |
| 16.                                       | «On the Rocks» (Videoclip) | Tim Mattia     | 4:28     |  |

## Lista

### Semanales
| País          | Lista (2011)                    | Posición más alta | Ref    |
| ------------- | ------------------------------- | ----------------- | ------ |
| Australia     | Australian Urban Albums         | 16                | [ 34 ] |
| Bélgica       | Belgian Albums Chart (Wallonia) | 156               | [ 35 ] |
| Corea del Sur | Gaon Chart                      | 34                | [ 36 ] |
| Escocia       | Scottish Albums Chart           | 19                | [ 37 ] |
| Francia       | French Albums Chart             | 108               | [ 38 ] |
| Irlanda       | Irish Albums Chart              | 39                | [ 39 ] |
| Suiza         | Swiss Albums Chart              | 95                | [ 40 ] |
| Reino Unido   | UK Albums Chart                 | 17                | [ 41 ] |

## Historial de Lanzamientos
| País        | Fecha                 | Versión | Formato               | Sello discográfico | Ref    |
| ----------- | --------------------- | ------- | --------------------- | ------------------ | ------ |
| Alemania    | 17 de octubre de 2014 | Deluxe  | CD y Descarga digital | Sony Music         | [ 42 ] |
| Irlanda     | 17 de octubre de 2014 | Deluxe  | CD y Descarga digital | Sony Music         | [ 43 ] |
| Francia     | 20 de octubre de 2014 | Deluxe  | CD y Descarga digital | Sony Music         | [ 44 ] |
| España      | 20 de octubre de 2014 | Deluxe  | CD y Descarga digital | Sony Music         | [ 45 ] |
| Reino Unido | 20 de octubre de 2014 | Deluxe  | CD y Descarga digital | RCA                | [ 46 ] |
| Italia      | 21 de octubre de 2014 | Deluxe  | CD y Descarga digital | Sony Music         | [ 47 ] |
| Brasil      | 21 de octubre de 2014 | Deluxe  | CD y Descarga digital | Sony Music         | [ 48 ] |
| Polonia     | 21 de octubre de 2014 | Deluxe  | CD y Descarga digital | Sony Music         | [ 49 ] |
| Australia   | 24 de octubre de 2014 | Deluxe  | CD y Descarga digital | Sony Music         | [ 50 ] |